# Joya Durazno
Joya Durazno är en ort i Mexiko.   Den ligger i kommunen Cuyamecalco Villa de Zaragoza och delstaten Oaxaca, i den sydöstra delen av landet, 290 km sydost om huvudstaden Mexico City. Joya Durazno ligger 1 642 meter över havet och antalet invånare är 181.
Terrängen runt Joya Durazno är bergig åt nordost, men åt sydväst är den kuperad. Terrängen runt Joya Durazno sluttar norrut. Runt Joya Durazno är det ganska glesbefolkat, med 38 invånare per kvadratkilometer. Närmaste större samhälle är San Bartolomé Ayautla, 17,1 km nordost om Joya Durazno. I omgivningarna runt Joya Durazno växer i huvudsak städsegrön lövskog.